# Wonfurt
Wonfurt è un comune tedesco di 1 980 abitanti situato nel land della Baviera.